# 潔西卡·亞歷山大
潔西卡·亞歷山大（英語：Jessica Alexander，1999年6月19日—）是一名英國女演員、模特兒，於電視劇《扯平》中飾演奧利維亞·海斯（Olivia Hayes）而知名。她也在2023年迪士尼電影《小美人魚》中飾演凡妮莎（Vanessa），並藉此獲《尚流》雜誌封為「耀眼的新晉」（a Bright Young Thing）。

## 外部連結
- 潔西卡·亞歷山大在互联网电影资料库（IMDb）上的資料（英文）